# Jorit Wintjes
Jorit Wintjes (* 1974 in Fulda) ist ein deutscher Althistoriker.

## Leben und Wirken
Er studierte von 1993 bis 2000 Griechisch, Latein und Geschichte in Würzburg, wo er 1998 den Magister in neuester Geschichte mit der Magisterarbeit Alexis' de Tocquevilles 'Souvenirs' als Quelle zu seinem aristokratischen Selbstverständnis erlangte. 2000 erfolgte das Staatsexamen in den Fächern Griechisch und Latein und 2003 die Promotion mit der Dissertation Das Leben des Libanius. Von 2001 bis 2004 war er Lehrbeauftragter und von 2005 bis 2008 Wissenschaftlicher Assistent am Lehrstuhl für Alte Geschichte der Julius-Maximilians-Universität Würzburg. Seit 2008 ist er dort Akademischer Rat bzw. Oberrat. 2011/2012 vertrat er den Lehrstuhl für Alte Geschichte der Julius-Maximilians-Universität Würzburg. Seit seiner Habilitation 2013 mit der  Habilitationsschrift ἔξω τῆς ἐγνωσμένης – Zur römischen Seekriegsgeschichte in Nordwesteuropa war Wintjes Privatdozent, 2020 wurde er zum Außerplanmäßigen Professor am Lehrstuhl für Alte Geschichte ernannt. Im Dezember 2020 erhielt Wintjes den Preis für gute Lehre des bayrischen Wissenschaftsministeriums.
Seine Forschungsschwerpunkte sind die griechische Rhetorik der Kaiserzeit und der Spätantike, die antike Militärgeschichte (insbesondere Marinegeschichte) und Rezeptionsgeschichte.

## Schriften (Auswahl)
- Das Leben des Libanius (= Historische Studien der Universität Würzburg. Band 2). Leidorf, Rahden 2005, ISBN 3-89646-834-0 (zugleich Dissertation, Würzburg 2003).
- mit Konrad Goehl: Zwiebelsaft gegen Epilepsie. Claudius Galenus behandelt einen fallsüchtigen Knaben. Galens Schrift Pro puero epileptico consilium (= DWV-Schriften zur Medizingeschichte. Band 11). Deutscher Wissenschafts-Verlag, Baden-Baden 2010, ISBN 978-3-86888-025-0.
- mit Konrad Goehl: Die „Ecloga“ des Theodulus (= DWV-Schriften zur Erforschung des Mittelalters. Band 1). Deutscher Wissenschafts-Verlag, Baden-Baden 2011, ISBN 978-3-86888-052-6.
- mit Annick Payne: Lords of Asia Minor. An introduction to the Lydians (= Philippika. Band 93). Harrassowitz, Wiesbaden 2016, ISBN 978-3-86888-052-6.
- Das Preußische Kriegsspiel (= GIDS Analysis. Band 3). Budrich UniPress, Berlin/Opladen/Toronto 2019, ISBN 978-3-96665-000-7.
- Die Römische Armee auf dem Oceanus. Zur römischen Seekriegsgeschichte in Nordwesteuropa (= Mnemosyne. Supplementband 433). Brill, Leiden/Boston 2020, ISBN 978-90-04-41441-9.